# FIFA 14
《FIFA 14》是美国艺电开发的足球游戏系列FIFA系列的第21部作品。《FIFA 14》在2013年下半年登陆了PlayStation 2，PlayStation 3，PlayStation 4，PlayStation Portable，PlayStation Vita，Xbox 360，Wii，任天堂3DS以及Microsoft Windows平台。游戏发布了适用于IOS、安卓和Windows Phone 8平台的版本。与前作相比，《FIFA 14》在PlayStation 4和Xbox One平台上使用了全新的Ignite引擎，艺电称这将给玩家带来一个更智慧的、接近于现实的游戏体验。

## 特性

### Ignite 引擎
Ignite是艺电新开发的游戏引擎，主要运用于旗下的体育游戏。《FIFA 14》是艺电首批采用Ignite 引擎制作的游戏之一。Ignite 引擎能够赋予游戏中运动员智慧，玩家可以体验到改进的变速和转向的敏捷性，目前采用Ignite引擎的游戏还有《NBA Live 14》和《Madden NFL 25》。

### Ultimate Team
Ultimate Team模式在前作中已经出现，Ultimate Team模式需要玩家联网游戏，提供给玩家更换阵容、收集球员卡片球员、联网对战。同时，在XBOX版中制作组还添加了一些传奇巨星，例如和。使玩家可以用已退役巨星和现役球员自由组合比赛。原有的5种不同级别联赛也增加至十种。同时游戏增加了一些特殊的卡片使得玩家可以打造不同的足球风格。球员转会市场也更加人性化，玩家可以用名字来搜索球员，球员使用的位置卡也可以进行搜索。新的Ultimate Team模式还新增球员忠诚度，玩家可以通过进行10场比赛来解锁此功能，从而提升队伍中球员的能力。
新的游戏版本还提供 Online Single Matches（单场在线对战模式），使得玩家可以不开始一个赛季就可以与其他玩家对战。

### 球场
《FIFA 14》增加了游戏内的球场数量，新增的球场包括阿根廷博卡青年队的主球场糖果盒球场，英超球队埃弗顿的主场古迪逊公园球场。在《FIFA 13》中由于授权原因被移除的巴塞罗那主场诺坎普球场也重新回归。游戏总共拥有32座真实球场，28座虚构球场。

#### 真实球场
- 安联球场
- 阿姆斯特丹体育场
- 安菲尔德球场
- 诺坎普球场
- 頓巴斯球場
- 酋长球场
- 阿兹台克体育场
- 梅斯塔利亚球场
- 國家體育場 (葡萄牙)
- 比森特·卡尔德隆球场
- 曼徹斯特市球場
- 古迪逊公园球场
- 英泰竞技场
- 尤文图斯球场
- 法赫德國王國際體育場
- 阿尔贝托·J·阿曼多体育场
- 老特拉福德球场
- 柏林奥林匹克体育场
- 王子公园体育场
- 聖西路球場
- 伯纳乌球场
- 威斯法伦体育场（西格納伊度納公園）
- 聖占士公園球場
- 史丹福橋球場
- 费尔廷斯竞技场
- 温布利球场
- 白鹿徑球場
- 熱爾蘭球場
- 韋洛德羅姆球場

#### 非真实球场
- Akaaroa Stadium
- Aloha Park Artes
- Arena D'Oro
- Arena Del Centenario
- Court Lane
- Crown Lane
- Eastpoint Arena
- El Libertador
- El Monumento
- Estadio President G. Lopes
- Estadio de las Artes
- Euro Park
- FIWC Stadium (PS3版本独有)
- Forest Park Stadium
- Ivy LaneArena
- La Canchita
- Molten Road
- O Dromo
- Sanderson Park
- Stade Kokoto
- Stade Municipal
- Stade Classico
- Stadio Comunale
- Stadion 23. Maj
- Stadion Europa
- Stadion Hanguk
- Stadion Neder
- Stadion Olympic
- Town Park
- Union Park Stadium
- Waldstadion[9]

### 联赛
《FIFA 14》取得了哥伦比亚联赛、智利联赛、阿根廷联赛的授权，这三个联赛被添加至了联赛模式中供玩家操控其中的球队来征战一个完整的赛季。同时，《FIFA 13》里的所有联赛都被保留。

## 开发

### 封面
利昂内尔·梅西 在所有版本的封面中出现，这是他继 《FIFA 13》和《FIFA 街头足球》以来继续作为FIFA系列的封面代言人。同时，在北美区艺电并没有用《FIFA SOCCER 14》作为标题而是初次使用《FIFA14》。美国版有两种不同的封面，一种是全球版的封面，一种是梅西与哈维尔·埃尔南德斯在一起的封面。
在英国及爱尔兰地区的封面中，最初加里夫·巴利身穿他前效力球队托特纳姆热刺队的队服。但艺电不久就更新了封面，这次加里夫·巴利身穿他现效力球队皇家马德里的队服。
这些球员与梅西一起出现在不同版本的封面中：
- 澳大利亚和新西兰：蒂姆·卡希爾[15]
- 奥地利： 大衛·阿拉巴[16]
- 中南美洲地区（巴西除外）： [17]阿图罗·比达尔[18]和拉达梅尔·法尔考[19]
- 捷克： [20]
- 匈牙利：巴拉斯·迪祖薩克[21]
- 意大利：[22]
- 日本：吉田麻也和長谷部誠[23]
- 中东：巴萨斯（Mustafa Al-Bassas）[24]
- 北美：哈维尔·埃尔南德斯
- 波兰：[25]
- 瑞士：
- 英国及爱尔兰地区：加里夫·巴利

## 评价
《FIFA 14》总体获得了正面的评价。汇总得分与前作《FIFA 13》不相上下，但IOS等移动平台的版本得分略低于家用机版本的游戏。总体得分要好于由KONAMI出品的《实况足球2014》。IGN为这部游戏的PC, PS3, Xbox 360版本打出了9.0的高分，编辑认为这部作品紧张刺激，游戏风格进攻性十足，动画效果得到提升，队友更聪明，游戏方式更多种，但视觉效果略有过时。